# La Malédiction des sables
Pour plus de détails, voir Fiche technique et Distribution.
La Malédiction des sables est un téléfilm d'aventures américain, réalisé par David Flores et sorti en 2007.

## Fiche technique
Sauf indication contraire, les informations mentionnées dans cette section peuvent être confirmées par les bases de données cinématographiques IMDb et Allociné,  présentes dans la section « Liens externes ».
- Titre original : Sands of Oblivion
- Réalisation : David Flores
- Scénario : Jeff Coatney et Kevin VanHook
- Musique : Ludek Drizhal
- Direction artistique : Eric Mitchell
- Décors : Kathryn L. Bucher
- Costumes : Kathryn L. Bucher
- Photographie : Keith J. Duggan
- Son :
- Montage :
- Production : Karen Bailey et Kevin VanHook
  - Production associée : Melissa Jones Harper
  - Production exécutive : Lawreen K. Yakkel
- Sociétés de production : Starz
- Sociétés de distribution : Syfy
- Pays de production :  États-Unis
- Langue originale : anglais
- Genre : Comédie
- Durée : 30 minutes
- Date de diffusion :
  - États-Unis : 28 juillet 2007
  - Belgique : 4 mai 2013

## Distribution
Sauf indication contraire, les informations mentionnées dans cette section peuvent être confirmées par les bases de données cinématographiques IMDb et Allociné,  présentes dans la section « Liens externes ».
- Morena Baccarin : Alice Carter
- Adam Baldwin : Jesse Carter
- Victor Webster : Mark
- George Kennedy : John Tevis
- Azie Tesfai : Jamie
- Richard Kind : Ira
- John Aniston : Nigel Barrington
- April Bowlby : Heather
- Dan Castellaneta : De Mille
- Tony Devon : Alverez
- Alejandro Patino : Raoul
- Nick Principe : une créature d'Anubis